# Кир, Феликс
Феликс Кир (фр. Félix Kir; 22 января 1876, Ализ-Сент-Рен, Венаре-Ле-Лом, Монбар, Кот-д’Ор, Бургундия, Франция — 25 апреля 1968, Дижон, Кот-д’Ор, Бургундия, Франция) — французский светский священник, каноник и политик, при жизни был известен в основном как каноник Кир (фр. chanoine Kir). Во время оккупации Франции во Второй мировой войне участвовал в Движении Сопротивления, после окончания войны в течение 22 лет был мэром Дижона. В 1950-е годы его именем был назван коктейль-аперитив.

## Биография
Родившийся в семье нескольких поколений жившей в Ализ-Сент-Рен. В 1891 году поступил в младшую семинарию в Пломбьер-ле-Дижоне и в 1901 году был назначен священником. Последовательно был викарием в Осоне, священником в Дре, викарием Собора Дижонской Богоматери с 1904 по 1910 год; священником в Без с 1910 по 1924 год. Во время Первой мировой войны был мобилизован на служение в медицинских учреждениях. С 1924 по 1928 год кюре в Ноле. В 1928 году епископ Дижона назначил Кира ответственным по благотворительности и печати, после он переехал в Дижон. В 1931 году он стал почётным каноником.

### Сопротивление
16 июня 1940 года, когда мэр Дижона социалист Робер Жардилье покинул город, Кир был назначен членом муниципальной делегации Дижона. На этой должности он способствовал побегу 5000 французских военнопленных из лагеря в Лонвике. За это Кир был арестован немцами в октябре 1940 года. В декабре того же года он был освобождён, но потерял свою муниципальную должность. В 1943 году Кир снова был арестован и вновь освобождён уже через два дня. Его патриотические взгляды вызывали враждебность со стороны коллаборационистов. 26 января 1944 года Кир стал жертвой нападения в собственном доме, совершённого вишистами, после которого был госпитализирован с несколькими пулевыми ранениями. Спасаясь от гестапо, раненному Киру пришлось покинуть Дижон, в который он вернулся 11 сентября 1944 года, в день освобождения города.
В 1946 году Кир становится кавалером ордена Почётного легиона, а в 1957 году командором Почётного легиона.

### Политика
В мае 1945 года Кир был избран мэром Дижона и впоследствии переизбирался на эту должность четыре раза, до своей смерти, в 1947, 1953, 1959 и 1965 годах. Помимо этого он был генеральным советником департамента Кот-д'Ор и депутатом Национального собрания с 1945 по 1967 год. С 1958 по 1967 год был дуайеном Национального собрания. Был членом консервативной партии Национальный центр независимых и крестьян
В Дижоне наиболее заметным достижением Кира на посту мэра является искусственное озеро к западу от города, созданное для украшения города и регулирования наводнений реки Уш. Открытое 20 июня 1964 года, оно официально получило в 1965 году название озеро Кир. Также за время правления Кира были сооружены ряд новых районов Дижона, в том числе Фонтэн д'Уш.
Кир много внимания уделял развитию международных связей: при нём Дижон стал побратимом с Йорком и Далласом в 1957 году, с Майнцем в 1958 году, Сталинградом (ныне Волгоград) в 1959 году, Реджо-нель-Эмилия в 1963 году и Мекнесом в 1967 году.

## Личность
Кир всю жизнь создавал свою собственную легенду, приписывая себе исключительные действия. Он был жёсткой личностью, готовым дать отпор своим оппонентам. Как-то, после того как депутат-коммунист публично отказался верить в Бога, которого ни разу не видел, Кир ответил: «И мою задницу вы не видели, и всё же она существует!» Он был последним священником, который носил рясу, посещая Национальное собрание.
Кир согласился дать свою фамилию рецепту для коктейля-аперитива из белого сухого бургундского вина и чёрносмородинового ликёра Creme de Cassis, производимого в Дижоне. В 1952 году каноник признал исключительное право на имя за домом Лёже-Лагут. Однако, чтобы не повредить другим производителям ликёров в Дижоне, Кир также разрешил и им использовать своё имя, что спровоцировало многолетний судебный конфликт за право использовать название коктейля. 27 октября 1992 года решение Кассационного суда зарезервировал исключительное право на название за домом Лёже-Лагут, но это решение никогда не применялось.
Во время официального визита во Францию советского лидера Никиты Хрущёва, он приехал в Дижон 28 марта 1960 года, чтобы встретиться с каноником Киром. Встреча не состоялась, так как Дижонский епископ при поддержке Постоянной комиссии епископата убедили Феликса отказаться от неё из-за преследований католиков в коммунистических странах. Во второй половине дня 28 марта 1960 года Феликс Кир покинул Дижон и вернулся только вечером, чтобы избежать демонстраций перед его домом во время визита Хрущёва. Этот эпизод был представлен прессой как «похищение» каноника Кира. Тем не менее, несколько недель спустя Кир встретился с Хрущёвым в советском посольстве в Париже 17 мая 1960 года. В сентябре 1964 года Феликс ещё раз встретился с советским лидером, на этот раз в Кремле, посетив СССР по предложению Хрущёва.
Встречи с Хрущёвым, а также побратимство Дижона со Сталинградом в 1959 году сделали Кира самым известным «антикоммунистом-пробольшевиком в истории Франции». Во многом благодаря этому в 1962 году кандидат от коммунистов отказался от участия во втором раунде парламентских выборов в пользу Кира, шедшего на выборы от правой партии Национальный центр независимых и крестьян. Этот шаг коммунистов помог Киру обыграть кандидата от голлистов и добиться очередного переизбрания.

## Труды
В 1924 году дижонское издательство Imprimerie R. de Thorey издало книгу Кира Le Problème Religieux à la portée de tout le monde. В 1950 году книга была переиздана парижским издательством Imprimerie des Orphelins d'Auteuil с предисловием парижского архиепископа Мориса Фельтена.

## Память
В 2012 году канал France 3 показал телефильм Kir, la légende et son double, снятый Эриком Ниво по собственному сценарию. Главную роль исполнил Франсуа Шатто.